# Aziz Sancar
Aziz Sancar, född 8 september 1946 i Savur i provinsen Mardin, Turkiet, är en turkisk-amerikansk forskare. 2015 tilldelades han Nobelpriset i kemi tillsammans med Paul Modrich och Tomas Lindahl för "mekanistiska studier av DNA-reparation".
Sancar har en medicine doktor-examen från Istanbuls universitet 1969. Han blev filosofie doktor 1977 vid University of Texas i USA. Han är professor vid University of North Carolina School of Medicine i Chapel Hill.